# Güssing
Güssing (Húngaro: Németújvár, Német-Újvár, Croata: Novigrad) es una ciudad localizada en el Distrito de Güssing, estado de Burgenland, Austria. Es la capital del distrito del mismo nombre.
- Datos: Q279823
- Multimedia: Güssing / Q279823